# Alfred Porges

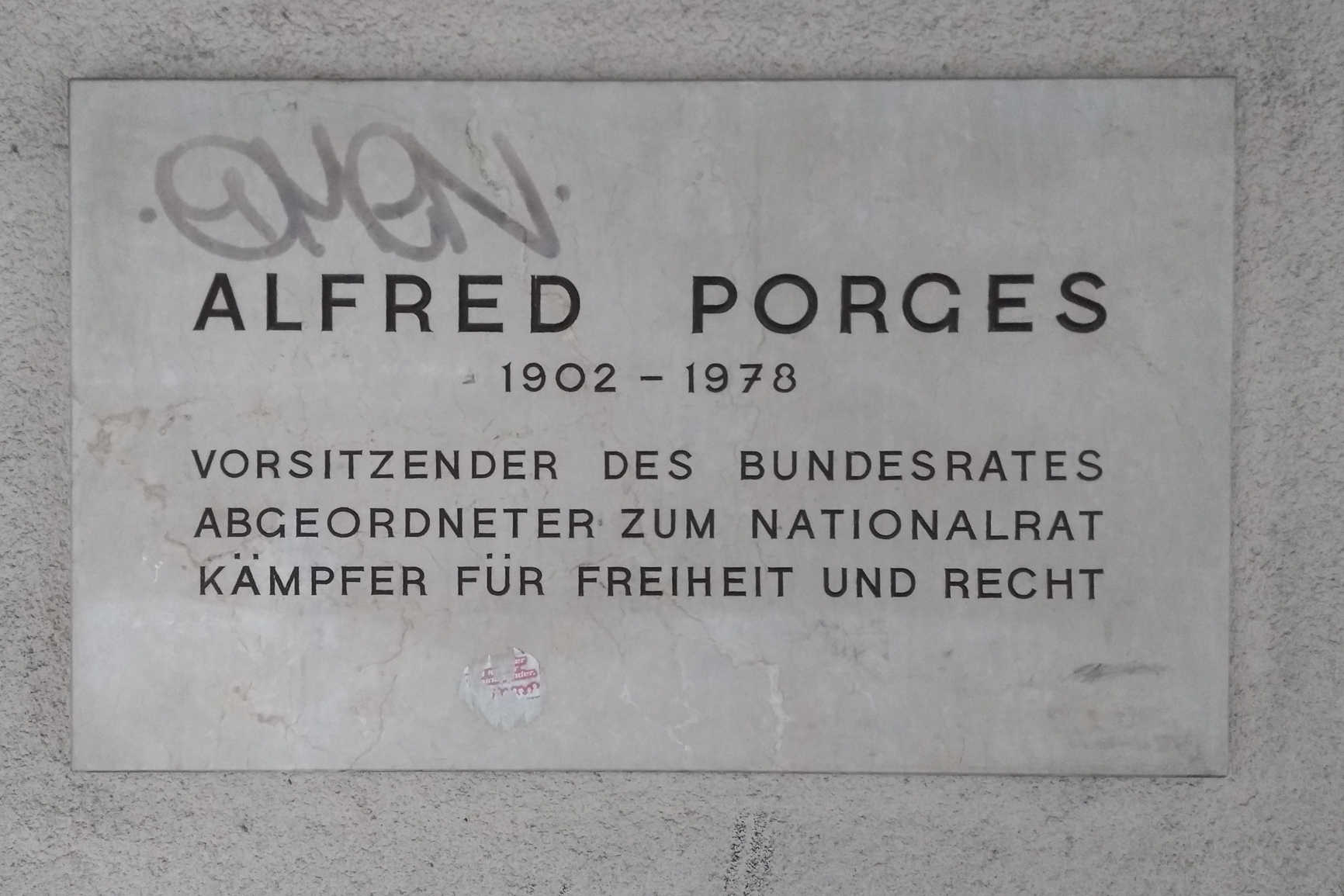
Gedenktafel am Alfred-Porges-Hof

Alfred Porges (* 16. März 1902 in Wien; † 7. Oktober 1978 ebenda) war ein österreichischer Politiker (SPÖ) und Vorstandsdirektor der Messe Wien. Er war von 1947 bis 1949 Abgeordneter zum Nationalrat und von 1953 bis 1970 Mitglied des Bundesrates. Er war im zweiten Halbjahr 1968 Präsident des Bundesrates.

## Ausbildung und Beruf
Porges besuchte zunächst die Volksschule und absolvierte danach die Untermittelschule. Er wechselte danach an eine Handelsakademie und legte dort die Matura ab, bevor er an der Hochschule für Welthandel Wien sein Studium begann. Porges studierte parallel Staatswissenschaften an der Universität Wien und erwarb die Lehrbefähigung für das Lehramt der Stenographie an Mittelschulen.
Beruflich war Porges zunächst in der Privatwirtschaft tätig. Er wurde arbeitslos und war von 1932 bis zum Verbot der Sozialdemokratischen Partei im Jahr 1934 als Sekretär der Sozialdemokratischen Partei Fünfhaus tätig. Er war danach von 1936 bis 1945 als Disponent einer Lebensmittelfirma tätig und wurde nach dem Zweiten Weltkrieg im Jahr 1946 Leiter des Pressebüros der Wiener Messe AG. Nachdem er 1965 die Position des Prokuristen übernommen hatte, wurde er 1966 Vorstandsdirektor der Wiener Messe AG. Zudem wurde ihm der Berufstitel Kommerzialrat verliehen.

## Politik und Funktionen
Porges trat 1919 in die Sozialdemokratische Partei ein und war ab dem Jahr 1920 als Funktionär der Sozialdemokratischen Partei aktiv. 1934 wurde er aus politischen Gründen verhaftet und nach dem Zweiten Weltkrieg am 18. November 1947 als Abgeordneter zum Nationalrat angelobt. Er blieb in dieser Funktion bis zum 8. November 1949 und fungierte zwischen 1959 und 1971 als Vizepräsident des Freien Wirtschaftsverbandes Österreichs. Zudem war er ab 1960 Kammerrat der Kammer der gewerblichen Wirtschaft Wien und Mitglied der Sektionsleitung Fremdenverkehr. Ab dem 6. März 1953 wirkte Porges als Mitglied des Bundesrates, wobei er im zweiten Halbjahr 1959 erstmals das Amt des Vizepräsidenten des Bundesrates übernahm. Er übte dieses Amt im Ersten Halbjahr 1964 erneut aus und war danach von 1. Juli 1965 bis zum 30. Juni 1968 erneut Stellvertretender Bundesratspräsident. Porges krönte seine Karriere, indem er zwischen dem 1. Juli 1968 und dem 31. Dezember 1968 Präsident des Bundesrates war, des Weiteren war er im zweiten Halbjahr 1968 sowie vom 1. Jänner 1969 bis zum 14. Dezember 1970 erneut Vizepräsident des Bundesrates.

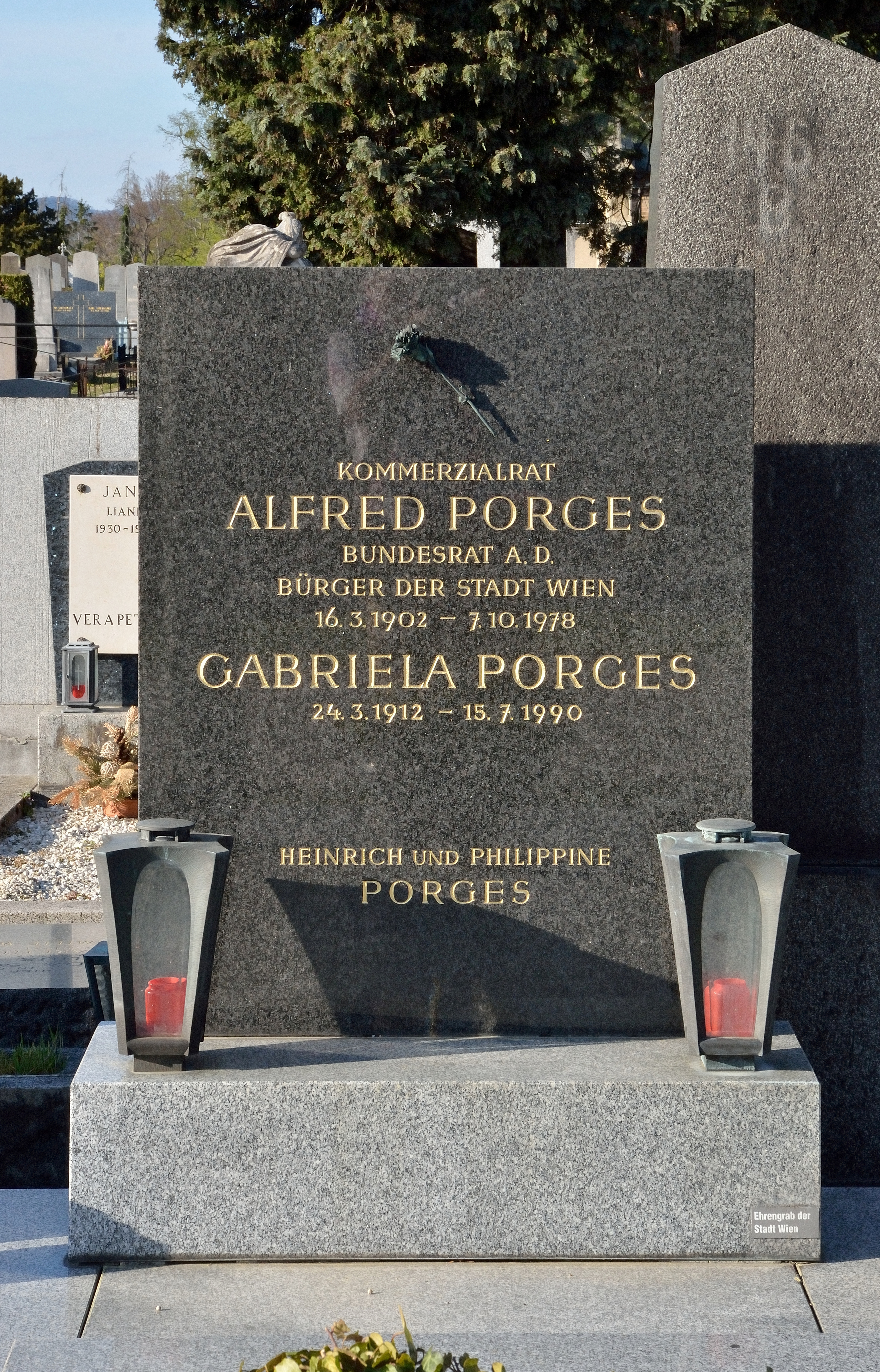
Grab auf dem Hietzinger Friedhof

Alfred Porges wurde in Wien auf dem Hietzinger Friedhof in einem ehrenhalber gewidmeten Grab (Gruppe 17, Nummer 23) bestattet.